# Петровка (Прилукский район)
Петровка (укр. Петрівка) — село в Прилукском районе Черниговской области Украины. Расположено на реке Галка. Население — 447 человек. Занимает площадь 2,272 км².
Код КОАТУУ: 7424186601. Почтовый индекс: 17521. Телефонный код: +380 4637.

## География
Расстояние до районного центра: Прилуки : (27 км.), до областного центра: Чернигов ( 101 км. ), до столицы: Киев ( 115 км. ), до аэропортов: Борисполь (94 км.). Ближайшие населенные пункты: Жовтневое 3 км, Галица, Воровского и Великая Девица 4 км.

## Власть
Орган местного самоуправления — Петровский сельский совет. Почтовый адрес: 17522, Черниговская обл., Прилукский р-н, с. Петровка, ул. Ильинская, 42.